# Ordinul clariselor
| Clarise           | Clarise                 |
| ----------------- | ----------------------- |
| Nume oficial      | Ordo Sanctae Clarae     |
| Nume popular      | Clarise                 |
| Fondator          | Clara de Assisi, Assisi |
| Data înființării  | 1212                    |
| Ordine religioase |                         |

Ordinul clariselor este ramura feminină a franciscanilor, întemeiată de Clara de Assisi (Sfânta Clara).

## În România

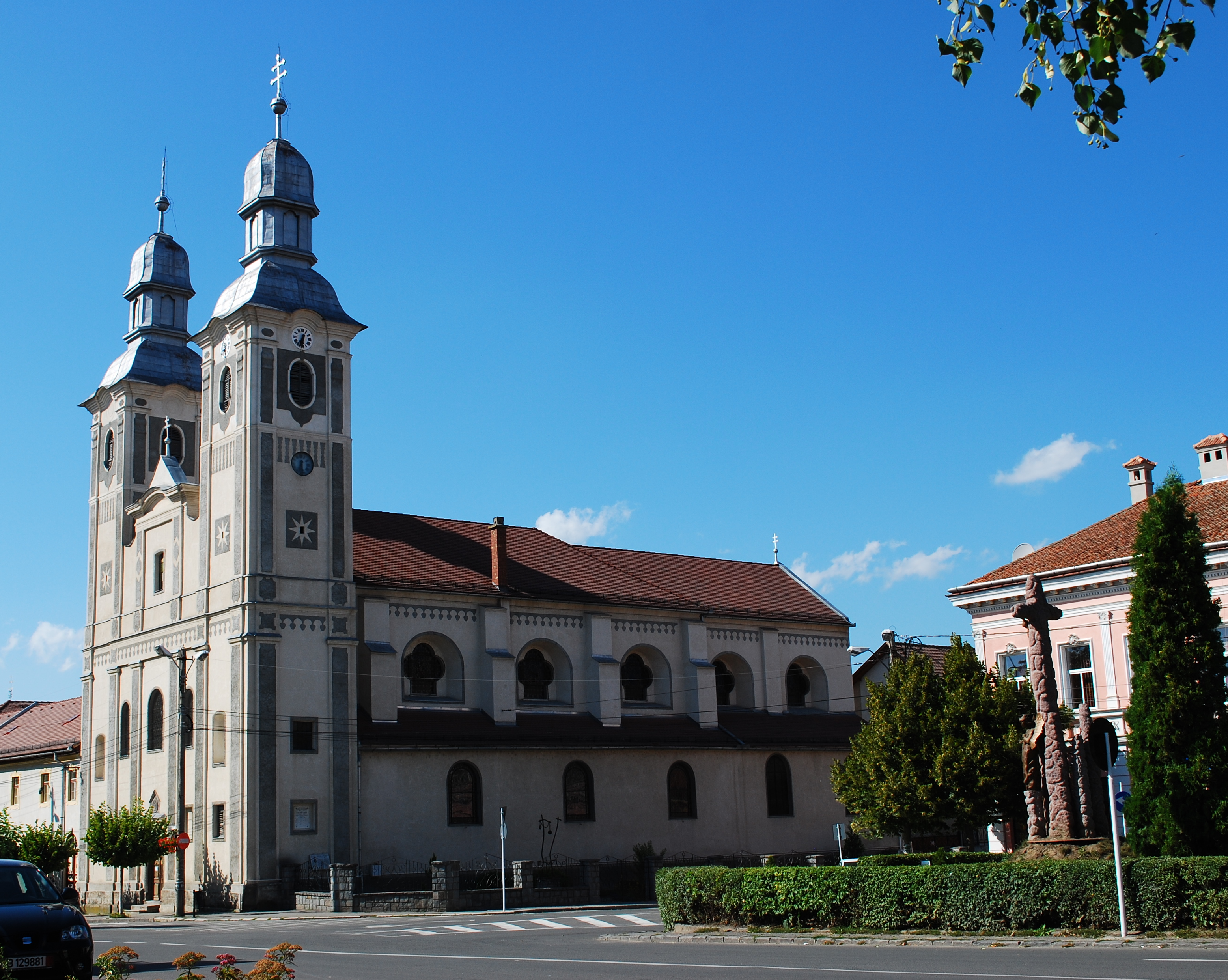
Mănăstirea clariselor din Odorheiu Secuiesc

- Mănăstirea franciscană din Brașov (mănăstire a clariselor până la Reforma protestantă)
- Mănăstirea franciscană din Sibiu (mănăstire a clariselor până la Reforma protestantă)
- Mănăstirea clariselor din Odorheiu Secuiesc